# Distretto di Rende
Il distretto di Rende (仁德區S, Réndé QūP) è un distretto della municipalità di Tainan, situata a Taiwan.